# Eloyella dalstroemii
Eloyella dalstroemii är en orkidéart som beskrevs av Dodson. Eloyella dalstroemii ingår i släktet Eloyella och familjen orkidéer. Inga underarter finns listade i Catalogue of Life.